# Эль-Джебель-эль-Ахдар (Ливия)
Эль-Джебель-эль-Ахдар (араб. الجبل الأخضر‎) — административный район в Ливии. Административный центр — город Эль-Байда. 
Площадь — 11 429 квадратных километров. 
Население — 203 156 человек по данным 2006 года.

## Географическое положение
На севере Эль-Джебель-эль-Ахдар омывается водами Средиземного моря. 
Внутри страны граничит со следующими муниципалитетами: Дерна (восток), Эль-Мардж (запад), Эль-Вахат (юг).
Эль-Джебель-эль-Ахдар является частью исторической области Киренаики.
Джебель-эль-Ахдар (Ливия) (араб. الجبل الأخضر‎, Зелёная гора) — лесистая, плодородная горная область в восточной части Ливии, находится в современном муниципалитете Эль-Джебель-эль-Ахдар.  

Область состоит из горного плато (высотой до 900 м), прорезанного несколькими долинами и вади. Она образует северо-западную часть полуострова, которая на севере вдается в Средиземное море, с заливом Сидра на западе, и Ливийским морем на востоке. Область проходит от  Бенгази на западе, и, на востоке, — до юга города Дерна, выходя на побережье примерно на 330 километров. 

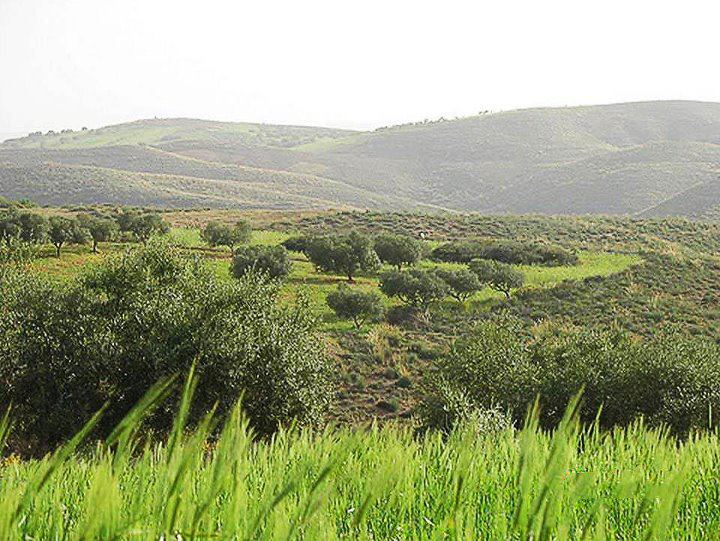
Зелёные горы в Ливии

Это самый влажная из территорий Ливии, получающая около 600 мм осадков в год. Большое количество осадков способствует образованию  в этой области больших лесов (регион является одним из немногих лесных районов Ливии, одной из наименее лесистых стран на Земле), где произрастает ежовка, и позволяет выращивать богатый урожай картофеля фруктов и зерновых, что является редкостью в такой засушливой стране, как Ливия. В Джебель-эль-Ахдаре и вокруг него пасут верблюдов, коз и овец, пастухи, как правило, кочуют.

В долине Джебель-Ахдар находилась древняя греческая колония Кирена.
Ливийский лидер Омар Мухтар (1861—1931) использовал этот лесистый горный регион для противодействия итальянской военной оккупации Ливии более двадцати лет, здесь он организовывал и разработывал стратегии для ливийского сопротивления против итальянской колонизации.